# Partido Dominicanos por el Cambio
El Partido Dominicanos por el Cambio (DXC) es un partido político de derecha de República Dominicana fundado en el año 2010, definió sus estatutos como conservador, democrático, nacionalista y protector del patrimonio social, cultural, institucional y ecológico de la República Dominicana.

## Historia
El colapso en las ideologías políticas en el sistema de partidos de la República Dominicana motivaron el nacimiento de un nuevo proyecto político que más tarde se convertiría en el Partido Dominicanos por el Cambio.
La crisis de valores y de ideologías era notorio en todos los partidos de República Dominicana, entre ellos el Partido Reformista Social Cristiano, organización que había perdido el respaldo de la población, tras los conflictos surgidos luego del fallecimiento de su líder el expresidente Joaquín Antonio Balaguer Ricardo, razón por la cual el segundo miembro de mayor liderazgo y respeto en el partido, decide renunciar a la organización y fundar una nueva.
En el año 2007 el Ing. Eduardo Estrella presenta su renuncia del Partido Reformista Social Cristiano, meses después funda junto a otros el movimiento Dominicanos por el Cambio, movimiento que pronto se convertiría en partido. Vísperas de las elecciones presidenciales del 2008 presentaron al Ing. Estrella como candidato a la Presidencia de la República Dominicana estableciendo al efecto una alianza con el Partido Revolucionario Social Demócrata (PRSD), el Partido Nacional de Veteranos y Civiles (PNVC), y el Partido Humanista Dominicano (PHD), alianza denominada la Cuarta vía, alcanzando un total de 19,309 votos válidos.
El movimiento Dominicanos por el Cambio, fue reconocido como partido político por la Junta Central Electoral en enero del año 2010, constituyendo así el partido 26 del sistema de partidos de la República Dominicana. Participó en las elecciones de ese mismo año presentando candidaturas propias en el Distrito Nacional y en siete de las treinta y una provincias de la República Dominicana, logrando un total de 16,045101 votos a nivel congresual y 12,628 votos a nivel municipal, además de representación en los cabildos de Neiba y Sabana Iglesia.
Para las elecciones presidenciales del año 2012 el partido creó una Convergencia Nacional amplia junto a otras organizaciones políticas alternativas y emergentes con la cual intentó derrotar al Partido de la Liberación Dominicana, al Partido Revolucionario Dominicano y al Partido Reformista Social Cristiano.

## Colores y símbolos
El color oficial del Partido es el azul cyan el cual representa la paz y la libertad. Su emblema consiste en un sol de color amarillo en cuyo centro se proyectan las siglas "DXC" en colores rojo, azul y blanco en alusión a la bandera nacional de la República Dominicana. Su lema es “Patria, Acción y Orden”.

## Estructura y composición
Está presidido por el Consejo Ejecutivo Nacional conformado por las principales autoridades del Partido en cada demarcación electoral dentro y fuera de la República Dominicana. De entre los miembros de dicho consejo son electos, además del Presidente y el Secretario General, los treinta miembros de la Comisión Política Nacional.
En la actualidad las principales autoridades de esta organización son el Ing. Eduardo Estrella, el Lic. Manuel Oviedo Estrada (Presidente), el Lic. Claudio Marte (primer vicepresidente), Lic. Gilberto Valdez (Secretario General), el Lic. Héctor Javier Guzmán (Secretario Nacional de Organización), el Lic. Eduardo Guerrero, Licda. Dilmarys Cuello y el Dr. Félix Damián Olivares (Vicepresidentes Nacionales), el Lic. Renato Núñez (Secretario Nacional de Finanzas), Ing. José Espinal (Secretario Nacional de Asuntos Electorales), Rafael Leotto (Presidente de Juventud por el Cambio), el Lic. Manuel Moisés Montás (Secretario de Relaciones Interinstitucionales), Dr. Mario Matías (Secretario Nacional de Disciplina), Lic. Luis Coronado Suárez (Secretario Nacional de Comunicaciones).

## Historia electoral

### Elecciones en 2016
Los candidatos presidenciales de los Partidos Revolucionario Moderno y Dominicanos por el Cambio, Luis Abinader y Eduardo Estrella, respectivamente, formalizaron un acuerdo de alianza para las elecciones del 2016.
En el acuerdo ambos se comprometieron a trabajar por la construcción de una gran alianza opositora para ganar las próximas elecciones y establecer un gobierno ético y plural que promueva un desarrollo incluyente y garantice el respeto a la dignidad humana y a la institucionalidad democrática del país.

### Elecciones en 2020
En las elecciones del 2020 el partido obtuvo un escaño en el Senado y dos en la Cámara de Diputados.